# Edificio UGI
El Edificio UGI (edificio de la Unión General de Inversiones) es una estructura de 22 pisos situada en la ciudad de Bogotá, la capital de Colombia. Fue diseñada por el arquitecto Hernando Vargas Rubiano junto al ingeniero civil Guillermo González Zuleta. Comenzó a construirse en 1973 y fue terminado un año más tarde. Allí se encuentran las oficinas de diversas compañías. El modo como se construyó la torre, denominado 'núcleo central deslizado', resultó ser innovador en la época y fue la primera vez que se utilizó en América del Sur. El núcleo de la torre se construyó primero y cuando se terminó se construyeron los pisos de arriba hacia abajo, se colgaron los pisos por medio de cables y se sujetaron al núcleo donde se ubican los ascensores, los baños y las escaleras.

## Historia
En el sitio donde está ubicado el edificio se encontraban una casona y una estación de gasolina; ambas fueron derrumbadas en 1972 para iniciar la construcción de la edificación. Sin embargo, el área del lote no era suficiente para construir un edificio de manera convencional ya que las columnas serían una barrera para los vehículos en los parqueaderos y las plantas de oﬁcinas. El arquitecto Hernando Vargas Rubiano envió a su hijo Hernando Vargas Caicedo quien trabajaba en su firma de diseño y construcción a Alemania donde ya se habían construido edificios de ese tipo para llevar el modelo por primera vez a América del Sur.
El encargado de realizar el diseño estructural fue el ingeniero civil Guillermo González Zuleta, que en la época fue reconocido por realizar otras obras innovadoras y con métodos constructivos diferentes de los que se utilizaban tradicionalmente en Colombia. La idea había sido rechazada antes por otros dos ingenieros que, en su opinión, dijeron que era algo ilógico de hacer.
Entre los primeros ocupantes del edificio se encontraron la sede para Colombia del Banco Interamericano de Desarrollo, Conavi y el Instituto Colombiano de Ahorro y Vivienda.

## Sistema estructural
El elemento principal de la estructura es un núcleo central que es de concreto armado y una viga cajón en el último piso de donde se desprenden los tensores que se encuentran en la fachada separados cada 2,8 m. Las placas de entrepiso se encuentran ancladas en dos puntos, en los tensores del exterior y en el núcleo del interior. Desde el núcleo se desprenden vigas postensadas que forman anillos para dar resistencia a cada piso. Los sistemas hidráulicos y eléctricos se encuentran únicamente en el núcleo de la estructura, así como las escaleras de evacuación y los baños; por lo tanto, el área útil fuera del núcleo se maximiza para el uso de las oficinas.

## Fachada
La fachada se instaló cuando toda la estructura estuvo lista. Debido a que en Colombia no había una industria capaz de fabricar grandes cantidades de aluminio y cristal, la fachada se diseñó para que pudiera ser elaborada con materiales locales. Los elementos de la fachada fueron diseñados por el arquitecto y constan de lajas de piedra arenisca bogotana puestas boca abajo sobre las cuales se puso una malla electrosoldada sobre la cual se fundió concreto dando forma a cada pieza de la fachada. Estas piezas se fabricaban en el sótano del edificio y después se elevaban a su lugar definitivo en el edificio.

## Elementos estructurales

### Cimentación
Las cargas totales de la estructura se distribuyen en 16 pilotes que se excavaron de forma manual con una profundidad de 28 m; 12 pilotes se encuentran directamente bajo la estructura del núcleo y 4 en el exterior con el fin de estabilizar la estructura en caso de sismo. Los 12 pilotes principales se encuentran amarrados con vigas de concreto para reducir asentamientos diferenciales.

### Núcleo central
Toda la carga del edificio se trasmite a la cimentación a través del núcleo de concreto armado. Este núcleo está constituido por una corona estructural cuyo perímetro forma una figura geométrica cerrada. Las caras de los costados oriental y occidental tienen 35 cm de espesor y las caras de los costado norte y sur 50 cm de espesor. Con la finalidad de bajar el centro de gravedad de la estructura, el núcleo tiene vacíos internos que comienzan en el segundo piso y van aumentando de tamaño en los pisos superiores. Para fundir el centro de la estructura se utilizó una formaleta deslizante que se elevaba con 34 gatos hidráulicos que se operaban de forma manual. El núcleo se completó en 30 días y se utilizaron 1.000 m³ de concreto en total.

### Cubierta
Una vez terminado el núcleo central se montó una estructura compuesta de vigas cajón metálicas en donde se instalaron los cables de tensionamiento que se encargan de soportar las cargas del edificio. La cubierta soporta una carga proporcionalmente menor a la que soporta el núcleo en cada piso. Sobre la cubierta, en el piso 22 se construyó un helipuerto a raíz del incendio del edificio Avianca en julio de 1973 para facilitar una evacuación en caso de que fuera necesario.

### Losas
Los tensores que se ubican en la fachada se encuentran cada 2,8 m y se anclan a los entrepisos mediante un ducto cuadrado. Una vez finalizado el tensionamiento de los cables se inyectó mortero. Al concluir la inyección de mortero y cuando estuvo lista toda la estructura del edificio se iniciaron los acabados tanto interiores como exteriores. Los ascensores se instalaron una vez estuvo terminado el piso de máquinas.